# Предусилитель
Предусилитель (предварительный усилитель) — электронный усилитель, который преобразует слабый (по напряжению или по нагрузочной способности) электрический сигнал в более мощный. Предусилитель размещают как можно ближе к источнику сигнала, чтобы передать этот сигнал без значительных искажений и шумов для последующей обработки (например, по кабелю). Предварительный усилитель также выполняет роль развязывающего устройства, защищающего источник сигнала от нестабильного входного импеданса следующего тракта.
Идеальный предусилитель должен быть линейным (то есть иметь постоянный коэффициент усиления в рабочем диапазоне), иметь высокий входной импеданс (требовать минимальный ток для определения входного сигнала) и низкий выходной импеданс (обеспечивать минимальное падение выходного напряжения на полезной нагрузке)..

## Звуковые предусилители
В аудиосистемах высокого класса (Hi-Fi, Hi-End) предусилитель используется в качестве концентратора для подключения других компонентов аудиосистемы (например, проигрывателей компакт-дисков и грампластинок, микрофонов, усилителей мощности). Предусилители могут быть как интегрированными в микшерные пульты или звуковые карты, так и автономными устройствами. На передней панели автономного предусилителя размещаются средства управления и регулировки, на задней панели — набор разъёмов для подключения аудиокомпонентов.
Основная функция предусилителя — усиление слабого сигнала до необходимого для дальнейшей обработки уровня (например, от 10 мВ до 1,5 вольта). Слабый сигнал может приходить, например, со звукоснимателей и микрофонов.
Звуковой предусилитель состоит из коммутатора входов, регулятора громкости и выходного усилителя, который обеспечивает напряжение на выходе 1—1,5 В. Звуковые предусилители часто снабжаются регулятором тембра, возможна отключаемая тонкомпенсация.